# Air Defense Identification Zone
Air Defense Identification Zone (ADIZ), im Deutschen gelegentlich Luftverteidigungszone, bezeichnet eine Luftraumüberwachungszone, in der sich aus Gründen der militärischen Luftverteidigung durchquerende Flugzeuge identifizieren und regelmäßig ihre Koordinaten bekanntgeben sollen.
Eine Air Defense Identification Zone ergänzt üblicherweise den Luftraum über den Hoheitsgewässern eines Staates (12-Seemeilen-Zone) um die außerhalb davon liegenden internationalen Gewässer als Pufferzone, um frühzeitig ein Eindringen fremder Flugzeuge in den eigentlichen Luftraum erkennen zu können. Als solches sind sie nicht Teil des Hoheitsgebietes eines Staates und haben demnach auch keine Grundlage im Völkerrecht.
Teilweise wurden ADIZ auch über Land errichtet, wie jene frühere entlang der innerdeutschen Grenze oder von 2007 bis zur Neuklassifizierung 2010 über Washington, D.C.
Mehr als 20 Staaten haben eine ADIZ eingerichtet, darunter die USA, Kanada, Australien, Japan, Taiwan, Südkorea, China, das Vereinigte Königreich, Norwegen, Indien und Pakistan.

## Deutschland
Die ADIZ im geteilten Deutschland erstreckte sich entlang der innerdeutschen Grenze zwischen der Bundesrepublik Deutschland und der DDR und durch den Bayerischen Wald bis zur Grenze zu Österreich und verlief auf westlicher Seite über bundesdeutschem Gebiet.
Auch nach Gründung der Bundesrepublik verblieb die Flugüberwachung bei den alliierten Besatzungsmächten. Die USA richteten 1955 während des Kalten Krieges eine ADIZ auf dem Gebiet der früheren amerikanischen Zone für die Fluginformationsgebiete (FIR) Frankfurt am Main (heute: FIR Langen) und München entlang der Grenze zur früheren sowjetischen Besatzungszone und Tschechoslowakei ein, die 1957 von den Briten nördlich auf das Fluginformationsgebiet Bad Eilsen/Hannover (heute: FIR Bremen), d. h. Norddeutschland, ausgeweitet wurde. Diese hatte eine Tiefe von 25 bis 30 Seemeilen bzw. später durchschnittlich 40 km Tiefe. Eine Ausnahme bildete Braunschweig, das, obwohl nur 30 km von der Grenze entfernt, auf Betreiben der dortigen Industrie- und Handelskammer 1958 von der ADIZ ausgenommen wurde.
Die von der Bundesrepublik genannte Luftabwehr- und Erkennungszone wurde 1963 in Flugüberwachungszone (FlugÜZ) umbenannt. Mit der Bekanntmachung über Flugbeschränkungen in der Flugüberwachungszone vom 19. Oktober 1963 wurden strengere Regularien erlassen. So musste nun jeder Flug in die FlugÜZ hinein oder aus dieser heraus 60 Minuten vor Start bei der zuständigen Flugsicherungsleitstelle angemeldet werden, die diesen an die entsprechende militärische Dienststelle zur Genehmigung weiterleitete.
Die ADIZ wurde aus zwei Gründen eingerichtet: Erstens, um überraschenden Einflügen von Militärflugzeugen aus dem Ostblock vorzubeugen, und zweitens, um bei absichtlichen oder versehentlichen Annäherungen an die innerdeutsche Grenze rechtzeitig eingreifen zu können. Die ADIZ galt für Flüge nach Instrumenten- und nach Sichtflugregeln gleichermaßen. Abgesehen von speziellen Korridoren, die zu den in der ADIZ gelegenen Flugplätzen führten (zum Beispiel Bayreuth), durfte die Zone nur mit vorher abgegebenem Flugplan und unter Luftverkehrskontrolle beflogen werden.

### Besonderheit
Eine innerdeutsche Besonderheit bestand bezüglich der drei Luftkorridore von und nach Berlin (West), die seitens der NATO mit ADIZ-Status kontrolliert wurden. Seitens des damaligen Flugmelde- und -leitdienstes, des späteren Radarführungsdienstes (des heutigen Einsatzführungsdienstes der Luftwaffe), wurden hierfür die im Bereich SHAPE (oak leaf building) üblichen Bezeichnungen Northern Shoot, Central Shoot, bzw. Southern Shoot verwendet. Im offiziellen Sprachgebrauch der DDR lautete die Bezeichnung für diese Luftkorridore „zeitweilige Luftverbindungswege von – und nach Berlin (West)“.
Mit der Deutschen Einheit wurde die ADIZ, mit Ausnahme der „drei Berliner Luftkorridore“, aufgelassen.

## USA und Kanada

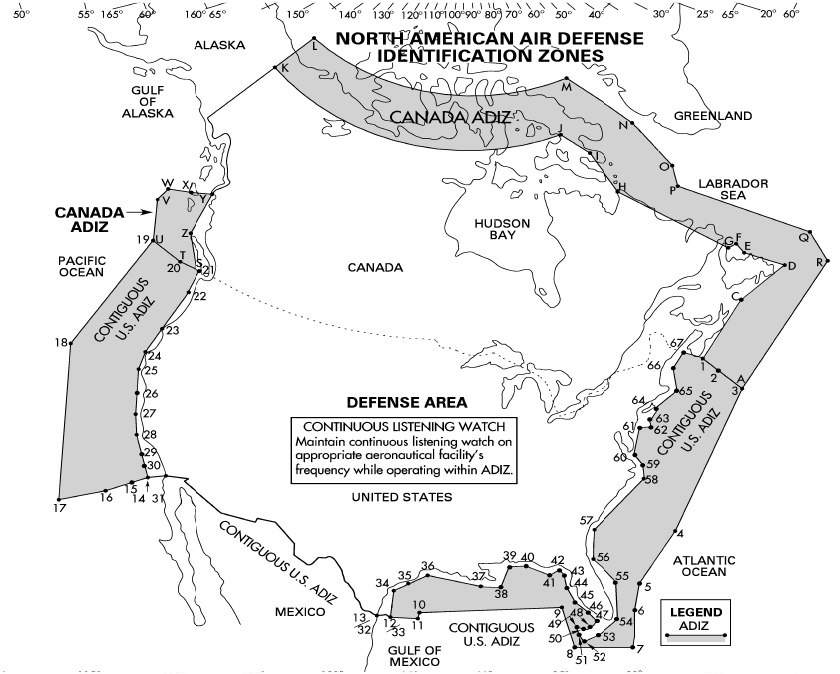
Air Defense Identification Zone der USA und Kanadas

Die US-ADIZ geht auf 1940 zurück – und maßgeblich vorangetrieben ab 1941 nach dem Angriff auf Pearl Harbor, – als die Vereinigten Staaten zum Schutz vor Angriffen der Achsenmächte entlang ihrer Ost- und Westküste Radarstationen errichteten, um den Luftraum bis zu 150 Kilometern über die Küstengewässer zu überwachen. Mit der günstigen Kriegssituation 1943 wurde diese Überwachungszone zunächst wieder aufgegeben. Im Zuge des Koreakrieges wurden dann 1950 die seither bestehenden Air Defense Identification Zones eingerichtet.
Die USA besitzen vier ADIZ: die Contiguous U.S. ADIZ entlang der Westküste, Ostküste und dem Golf von Mexiko, die Alaska ADIZ, die Hawaii ADIZ und die Guam ADIZ. An die Contiguous U.S. ADIZ schließt sich nach Norden direkt die ADIZ Kanadas (CADIZ) an. Die ADIZ erstrecken sich bis etwa 200 Meilen (320 km) über dem Meer und unterstehen dem North American Aerospace Defense Command.
Eine ADIZ ist dabei im US-Recht definiert als „Luftraum über Land oder Wasser, in dem Identifikation, Ortung und Kontrolle ziviler Maschinen im Interesse der nationalen Sicherheit erforderlich sind“, womit die Regeln der US-ADIZ nur für Zivilmaschinen, nicht jedoch für Militärmaschinen anderer Staaten gelten. Die offizielle Position hält weiterhin fest, dass die ADIZ ebenso nicht für Zivilmaschinen gelten, die nicht beabsichtigen, in den US-Luftraum einzufliegen, und wendet dies analog auf die ADIZ anderer Staaten an. So schreibt das Commander’s Handbook on the Law of Naval Operations der U.S. Navy:

“The United States does not recognize the right of a coastal nation to apply its ADIZ procedures to foreign aircraft not intending to enter national airspace nor does the United States apply its ADIZ procedures to foreign aircraft not intending to enter U.S. airspace. Accordingly, U.S. military aircraft not intending to enter national airspace should not identify themselves or otherwise comply with ADIZ procedures established by other nations, unless the United States has specifically agreed to do so.”

„Die Vereinigten Staaten erkennen nicht das Recht einer Küstennation an, ADIZ-Maßnahmen auf fremde Flugzeuge anzuwenden, die nicht beabsichtigen, in den nationalen Luftraum einzufliegen, noch wenden die Vereinigten Staaten ihre ADIZ-Maßnahmen auf fremde Flugzeuge an, die nicht beabsichtigen, in den US-Luftraum einzufliegen. Dementsprechend sollten US-Militärflugzeuge, die nicht beabsichtigen,^^ in einen nationalen Luftraum einzufliegen, sich nicht identifizieren oder anderweitige ADIZ-Maßnahmen anderer Nationen befolgen, außer die Vereinigten Staaten haben solchen zugestimmt.“

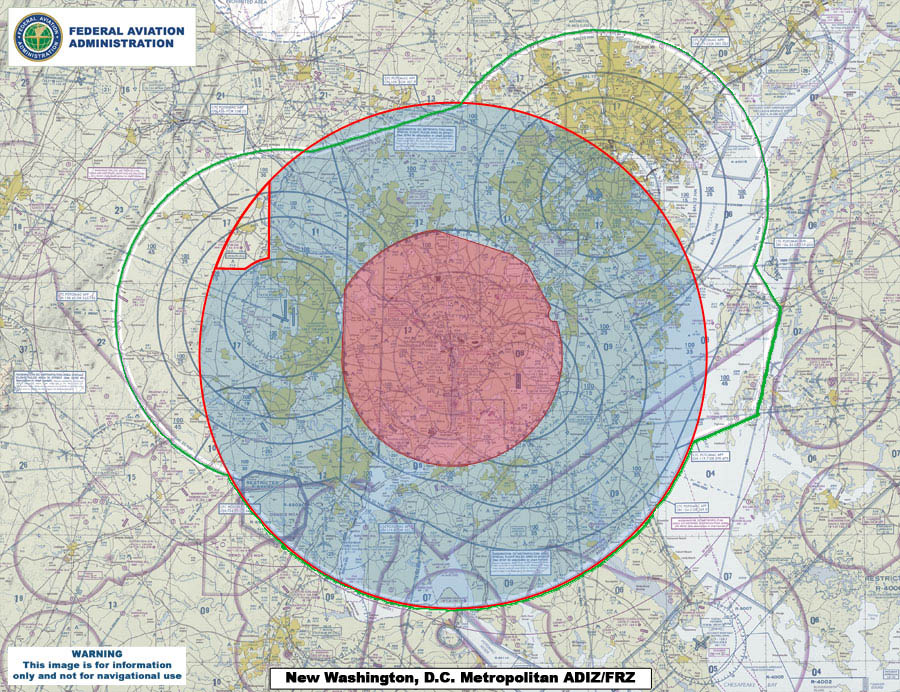
Frühere Washington, D.C. Air Defense Identification Zone vor (grüne Linien) und nach (rote Linien, blaue Fläche) ihrer Umgestaltung zum 30. August 2007 und der FRZ (rote Fläche)

### Washington D.C.
Im Zuge der Reaktion auf die Terroranschläge am 11. September 2001 wurde im Februar 2003 eine ADIZ über Washington, D.C. (D.C. ADIZ) eingerichtet. Diese bestand aus drei Kreisen von 15 bis 38 Meilen (24–61 km) Radius. Am 30. August 2007 wurde diese auf einen einzigen Kreis mit einem Radius von 30 Seemeilen (56 km) verkleinert. Innerhalb der ADIZ befindet sich wiederum eine 15 Meilen (24 km) im Radius umfassende Flight Restricted Zone (FRZ), in der der Flugverkehr beschränkt ist. Zum 1. Dezember 2010 erfolgte die Umbenennung in Washington, DC Metropolitan Area Special Flight Rules Area (DC SFRA).

## ADIZ in Ostasien

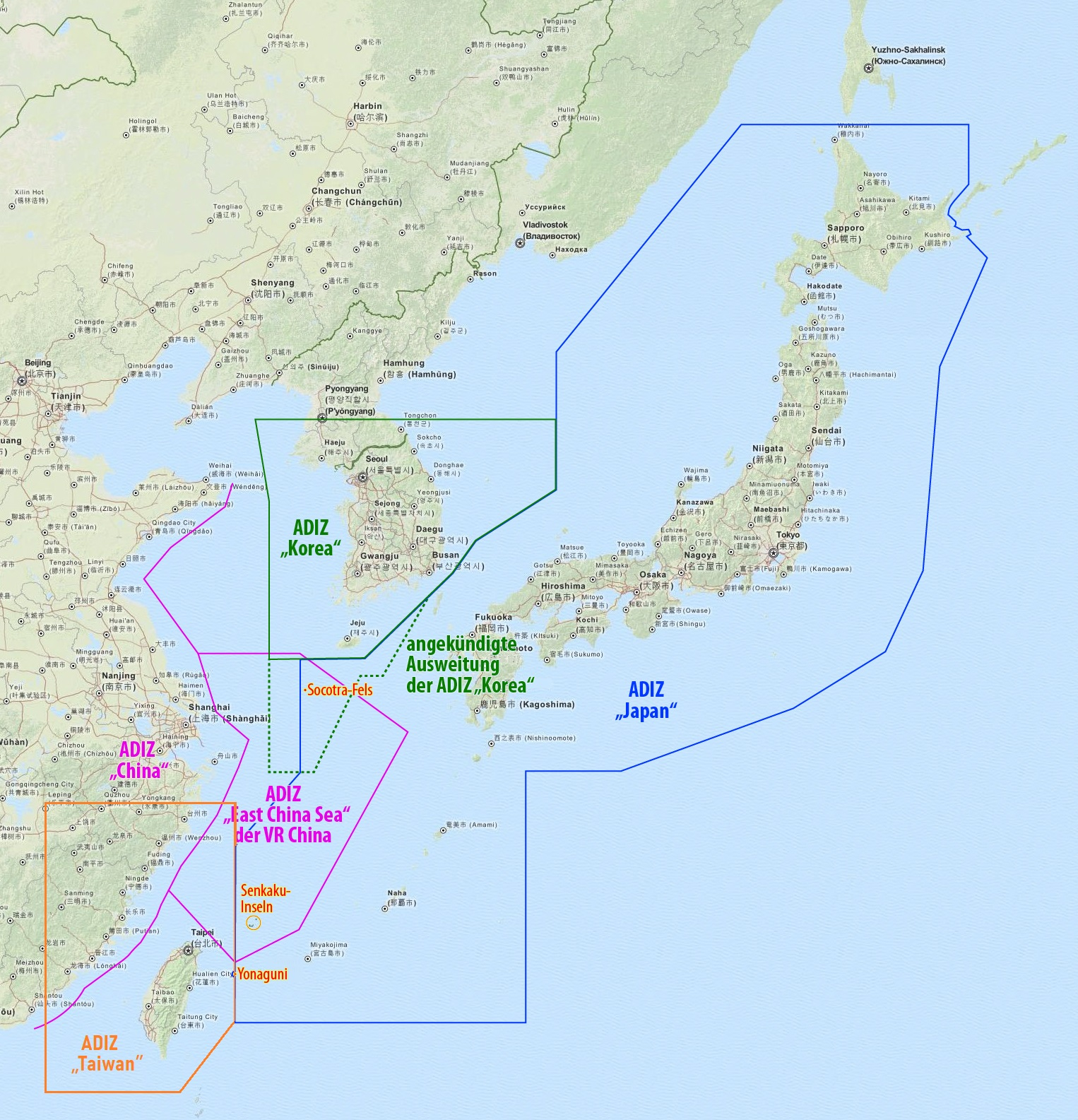
Air Defense Identification Zone – In Ostasien gibt es mehrere: Die von Japan (blau), Südkorea (grün), Republik China (Taiwan) und China (pink) mit hervorgehobenen Senkaku-Inseln und Erweiterung von 2010 im Bereich Yonaguni

Im  Ostchinesischen Meer gibt es mehrere ADIZ, die mit den Territorialkonflikten in diesem Meer korrespondieren.

### VR China
Die Volksrepublik China deklarierte am 23. November 2013 eine Air Defense Identification Zone über dem Ostchinesischen Meer, die auch die mit der Republik China (Taiwan) und Japan umstrittenen Senkaku-Inseln, sowie dem mit Südkorea umstrittenen Socotra-Fels einschließt. Die chinesische ADIZ überlappt sich dabei zur Hälfte mit der japanischen.

### Republik China (Taiwan)
Die Republik China (Taiwan) hat ebenfalls eine ADIZ eingerichtet, die sich mit der Japans überlappt.

### Japan
Japans Air Defense Identification Zone (jap. 防空識別圏, hōkū shikibetsuken) wurde 1945 von den US-Besatzungsbehörden (GHQ/SCAP) eingerichtet und 1969 der japanischen Regierung übergeben, ergänzt 1972 durch die an Japan zurückgegebenen Ryūkyū-Inseln. Heute erstreckt sie sich im Wesentlichen über das Gebiet von Japans Ausschließlicher Wirtschaftszone, ausgenommen der südöstlichen Inseln (Izu- und Ogasawara-Inseln).
Eine Besonderheit war, dass die westliche Grenze entlang des 123. östlichen Längengrades durch die Insel Yonaguni lief, so dass die westliche Hälfte der Insel zur ADIZ der Republik China (Taiwan) gehörte, obwohl das japanische Hoheitsgebiet sich noch gemäß der 12-Seemeilen-Zone weiter erstreckte. Am 25. Juni 2010 dehnte daher Japan seine ADIZ um die Insel um diese 12 Seemeilen, sowie zwei Seemeilen als Pufferzone aus, die sich daher an dieser Stelle mit der ADIZ Taiwans überlappt.

### Südkorea
Südkoreas Air Defense Identification Zone (kurz: KADIZ) wurde 1951 während des Korea-Krieges eingerichtet und reicht im Norden bis an den 39. Breitengrad auf Höhe des nordkoreanischen Pjöngjang. Im Zuge der Errichtung der chinesischen ADIZ 2013, die sich über den mit Südkorea umstrittenen untermeerischen Riffs des Socotra-Felsens erstreckt, gab die Regierung bekannt, in Erwägung zu ziehen, die eigene ADIZ ebenfalls zum Socotra-Fels auszudehnen. Gleichzeitig wurden erneut Stimmen laut, die fordern, dass die KADIZ so erweitert wird, dass auch die Gebiete gemäß der 12-Seemeilen-Zone um die südkoreanischen Inseln Marado und Hongdo mit eingeschlossen werden, die noch zur japanischen Flugüberwachungszone gehören, wie es vor der Erweiterung durch das Seerechtsübereinkommen der Vereinten Nationen von drei Seemeilen auf die 12-Seemeilen-Zone festgelegt wurde. Am 8. Dezember 2013 gab die Regierung bekannt, dass die Erweiterung der KADIZ bezüglich der zwei Inseln und des untermeerischen Riffs beschlossen wurde und nach der Ankündigung im Amtsblatt und im Airman’s Advisory (AIRAD) am 15. Dezember 2013 in Kraft treten werde.